# Alyssa Carson
Alyssa Carson (Hammond, Louisiana, 10 de març de 2001), també coneguda pel sobrenom Blueberry, és una estudiant i conferenciant estatunidenca. És coneguda per haver assistit a nombrosos campaments espacials de la NASA i per les seves aparicions als mitjans de comunicació.

## Biografia
Inspirada pel programa de televisió infantil de dibuixos animats The Backyardigans que s'emet pel canal de pagament Nickelodeon, va decidir als tres anys que volia viatjar a Mart.
Recolzant la seva iniciativa, el seu pare Bert Carson la va inscriure en el campament espacial dels Estats Units el 2008. Al llarg dels anys va tornar a repetir l'experiència i també va assistir al campament espacial de Laval, al Quebec i al campament espacial d'Esmirna, a Turquia. Va ser la primera persona que va visitar els tres campaments espacials de la NASA.
L'any 2013, va ser la primera persona que va completar el programa Passport de la NASA en haver estat en els 14 Centres de visitants de la NASA als Estats Units. Carson és ambaixadora del projecte de vol espacial privat Mars One.
L'any 2014 va aparèixer al programa televisiu Steve Harvey i va ser honorada com la dona més jove amb iniciativa. També ha aparegut en altres mitjans a tot el món, inclosa la BBC, CBS, Independent, NBC Nightly News, i The Daily Telegraph.
Des d'octubre de 2016, és la persona més jove a ser acceptada en la Advanced Possum Academy. Viu a Baton Rouge (Louisiana) amb el seu pare. Des de l'any 2017 assisteix a l'Institut Internacional de Baton Rouge International, on estudia les seves assignatures en xinès, anglès, francès i espanyol. Va aparèixer en la pel·lícula The Mars Generation. Va caminar per la catifa vermella en el Festival de Cinema de Sundance per a l'estrena de la pel·lícula. També és la sol·licitant més jove per accedir a la Universitat Internacional de l'Espai.
Des del 2019 està estudiant astrobiologia al Florida Institute of Technology.

## Conferències
- NASA panel at the Smithsonian National Air and Space Museum - gener de 2014[18]
- TEDx Kalamata, Grècia - juny de 2014[19]
- PANGEA. Punt de partida 2015 a Madrid, Espanya - gener de 2015[20]
- xStem 2015 at the USA Science and Engineering Festival - setembre de 2015[21]
- MBN I Forum in Seoul, Corea del Sud - febrer de 2016[22][23]
- International Mars Society Convention in Washington D. de C. - setembre de 2016[24]
- University of Louisiana Lafayetter Women's Conference in Lafayette, LA - març de 2017[25]